# Трифонова, Валерия Сергеевна
Валерия Сергеевна Трифонова (род. 11 июня 2002 года, Красноярский край) — российская спортсменка, борец вольного стиля. Вице-чемпионка России 2025 года. Мастер спорта.

## Спортивная карьера
Трифонова победительница первенства России среди школьниц 2015 года в весовой категории до 70 кг. В 2017 году выиграла первенства Росси среди кадетов (до 17 лет) и отобралась на первенство Европы, где заняла лишь пятое место. В 2018 году приняла участие на первенстве мира среди кадетов в Хорватии, но снова финишировала пятой в весе до 73 кг. В 2020 году стала победительницей первенства России среди юниорок (до 20 лет) в Смоленске в весовой категории до 68 кг она одолела в финальном поединке Елизаветe Петляковe. В апреле 2021 года стала третьей на первенстве России среди юниоров в Наро-Фоминске. В конце августа 2021 года приняла участие на первенстве мира среди юниоров в Уфе, но потерпела неудачу уже во втором круге и выбыла из гонки за медаль. В начале 2022 года попробовала свои силы на гран-при Иван Ярыгин в Красноярске, в первом матче она уступила Марии Кузнецовой. В марте 2022 года выиграла бронзовую медаль первенства России среди юниорок в Надыме (ЯНАО). В декабре 2022 года стала победительницей турнира памяти Дмитрия Миндиашвили. В 2023 года снова приняла участие на гран-при Иван Ярыгин, в первом же кругу уступила москвичке Альбине Русиной. В мае 2023 года стала чемпионкой России среди студентов в весовой категории до 72 кг. В июне 2023 года выступила на взрослом чемпионате России в Дагестане, где она победила в квалификации опытную Алёну Стародубцеву (Красноярский край), в 1/8 финала Трифонова взяла верх над Виолеттой Власовой из Ростовской области, в четвертьфинале Валерия уступила Марине Суровцевой из Санкт-Петербурга, но вернулась в гонку за призовое место, в которой одолела титулованную Светлану Бабушкину (Брянская область) и выиграла в реванше за бронзовую медаль Альбину Русину (Москва). В августе 2023 года Валерия пришла первой на Международном фестивале университетского спорта в Екатеринбурге. В конце июля 2024 года стала обладательницей бронзовой награды Всероссийской летней универсиады в весе до 76 кг, который прошёл в Уфе. В сентябре 2024 года стала победительницей первенства России до 23 лет в весе до 76 кг. В октябре 2024 года стала бронзовой медалисткой первенства мира до 23 лет в Албании, одолев в схватке за третье место венгерку Софию Вираг.В апреле 2025 года принимала участие в чемпионате Европы в Братиславе, где в весовой категории до 76 кг уступила в четвертьфинале белоруске Анастасии Зименковой. В июне 2025 года впервые стала финалисткой чемпионата России в весе до 76 кг. В финале она уступила своей одноклубнице Кристине Шумовой.

## Спортивные достижения
- 2017 Первенство России среди кадетов — ;
- 2020 Первенство России среди юниоров — ;
- 2021, 2022 Первенство России среди юниоров — ;
- 2023 Чемпионат России среди студентов — ;
- 2023 Чемпионат России — ;
- 2023 Международный фестиваль университетского спорта — ;
- 2024 Первенство России до 23 лет — ;
- 2024 Первенство мира до 23 лет — ;
- 2025 Чемпионат России — ;

## Личная информация
Трифонова является студенткой института физической культуры, спорта и туризма Сибирского федерального университета.